# 1-Diazydokarbamoilo-5-azydotetrazol
1-Diazydokarbamoilo-5-azydotetrazol – heterocykliczny, organiczny związek chemiczny z grupy azydotetrazoli o właściwościach wybuchowych i bardzo dużej wrażliwości.
Został otrzymany po raz pierwszy w 2011 roku przez zespół Thomasa M. Klapötkego w reakcji wodnego roztworu chlorku triaminoguanidyniowego z azotynem sodu. Tak otrzymany związek, krystalizowany z eteru dietylowego, ma postać bezbarwnych kryształów o układzie rombowym (Pbcn), a komórkę elementarną tworzy osiem cząsteczek. Jego temperatura topnienia wynosi 78 °C, rozkłada się po ogrzaniu powyżej 110 °C.
Charakteryzuje się niezwykle dużą wrażliwością na tarcie i uderzenie, będącą poza możliwościami pomiarowymi (a więc odpowiednio poniżej 1 N i 0,25 J), co może wykluczyć jakiekolwiek praktyczne wykorzystanie tego związku. Wykazuje także wrażliwość na promieniowanie elektromagnetyczne – oświetlanie wiązką lasera neodymowego o mocy rzędu 100–150 mW powoduje wybuchowy rozkład. Obliczona standardowa entalpia tworzenia wynosi 1495 kJ/mol, ciepło wybuchu – 6855 kJ/kg, prędkość detonacji – 8690 m/s, a ciśnienie detonacji – 33,9 GPa.